# Ágfalva
Ágfalva é um município da Hungria, situado no condado de Győr-Moson-Sopron. Tem 13,08 km² de área e sua população em 2015 foi estimada em 2.147 habitantes.